# Amblyptilia grisea
Amblyptilia grisea  (лат.) — вид мелких бабочек-пальцекрылок (Pterophoridae) из рода Amblyptilia. Впервые описаны в 1996 году французским энтомологом Кристианом Жибо по материалу из Алма-Аты, впоследствии обнаружены в степях Алтая на территории России и Восточного Казахстана, а также в районе Заалайского хребта в Таджикистане.
Продолжительность жизненного цикла — 1 год. Время лёта — июнь—июль.